# André Pierrel
André Pierrel ou Pierrel (né le 30 septembre 1899 à Paris et mort le 16 mai 1979 dans la même ville) est un acteur de théâtre et de cinéma et chanteur français, interprète de plusieurs comédies musicales dans la période de l'entre-deux-guerres.

## Filmographie
- 1931 : Les Quatre Jambes de Marc Allégret : Monsieur Collignon
- 1932 : Riri et Nono chez les pur-sang de Roger Capellani
- 1932 : Riri et Nono amoureux de Marc Didier
- 1934 : La Jeune Fille d'en face de Marc Didier
- 1936 : Aux jardins de Murcie de Max Joly, Marcel Gras et René Jayet :
- 1936 : Prends la route ! de Jean Boyer
- 1941 : Tobie est un ange d'Yves Allégret
- 1943 : Adémaï bandit d'honneur de Gilles Grangier

## Créations au théâtre
- 1927 : Le Diable à Paris : Mornington
- 1933 : Victoria et son hussard : Stefan Capek, le hussard

## Enregistrements 78 tours
- 1934 : J'aime ton corps, chanson de la comédie musicale Les  Sœurs Hortensia, Edison Bell Win F 3638 (1934)
- 1934 : Good night et Pardon, Madame, chansons de la comédie musicale Victoria et son hussard, Polydor 522821